# 长安 (年号)
長安（701年十月—705年正月）是武則天的第十三個年号，共计3年餘。

## 建年號
- 大足元年十月廿二辛酉（701年11月26日），改元长安。[2][3][4]
- 长安五年正月初一壬午（705年1月30日），改元神龍。[5][6][7]

## 纪年
| 長安 | 元年  | 二年  | 三年  | 四年  | 五年  |
| ---- | ----- | ----- | ----- | ----- | ----- |
| 公元 | 701年 | 702年 | 703年 | 704年 | 705年 |
| 干支 | 辛丑  | 壬寅  | 癸卯  | 甲辰  | 乙巳  |

## 同期存在的其他政权年号
- 日本
  - 大寳（701年－704年）：飛鳥時代—文武天皇之年號
  - 慶雲（704年－708年）：飛鳥時代—文武天皇、元明天皇之年號

## 參看
- 長安
- 中國年號索引

## 深入閱讀
- 李崇智. . 北京: 中華書局. 2004年12月. ISBN 7101025129.
- 鄧洪波.  (pdf). 臺北: 國立臺灣大學東亞經典與文化研究計劃. 2005年3月  [2022-01-03]. ISBN 9789860005189. （原始内容存档于2007-08-25）.

| 前一年號： 大足 | 武周年号 701年－705年 | 下一年號： 神龍 |